# Nationale Vergadering (Djibouti)
De Nationale Vergadering (Arabisch: الجمعية الوطنية, Al-jameiat Al-watania; Frans: Assemblée nationale) is het eenkamerparlement van Djibouti en bestaat uit 65 leden die worden gekozen voor een periode van vijf jaar. De verkiezingen vinden plaats op basis van het stelsel van evenredige vertegenwoordiging.
De Union pour la majorité présidentielle (UMP) vormt met 57 zetels de grootste fractie in de Nationale Vergadering. De voornaamste partij binnen de UMP is de Rassemblement populaire pour le progrès, de partij die al sinds het jaar van de onafhankelijkheid, 1977, het land regeert en in de periode 1980-1992 de enige toegelaten partij was. De oppositie wordt gevormd door de Union djiboutienne pour la démocratie et la justice-Parti djiboutien pour le développement (UDJ-PDD) met 7 zetels en de Centre des démocrates unifiés (CDU) met een zetel. Voorzitter van de Nationale Vergadering is Mohamed Ali Houmed van de regerende UMP.
Tijdens de periode van autonomie van Frankrijk (1967-1977) droeg de wetgevende macht de naam Kamer van Afgevaardigden (Chambre des députés).
De Nationale Vergadering is sinds 2013 gehuisvest in een nieuw opgeleverd gebouw dat geheel gefinancierd is door fondsen uit Iran. Het gebouw staat in de hoofdstad, Djibouti-Stad.

## Zetelverdeling

Zetelverdeling na de verkiezingen van 2018

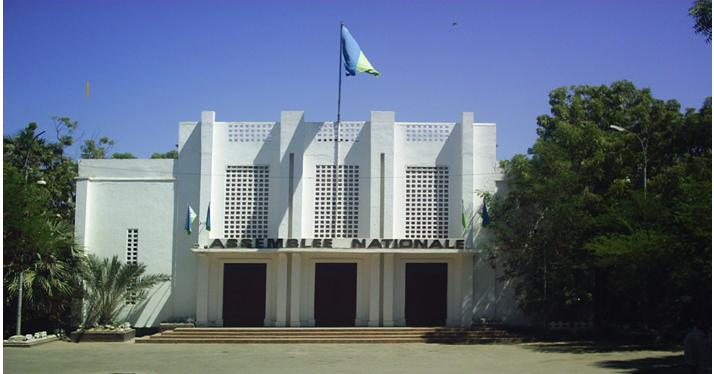
Het oude parlementsgebouw, in gebruik tot 2013